# Kevin Lyles
Pour les articles homonymes, voir Lyles.
Kevin Lyles (né le 23 juillet 1973) est un athlète américain, spécialiste du 400 mètres.

## Biographie
Kevin Lyles est médaillé d'or du relais 4 × 400 mètres lors de l'Universiade d'été de 1993 à Buffalo.
Il remporte la médaille d'or du relais 4 × 400 mètres lors des championnats du monde de 1995 à Göteborg après avoir participé aux séries et qualifié son équipe pour la finale.
Son record personnel sur 400 m est de 45 s 01.
Il est le père de Noah Lyles et Josephus Lyles.